# Ilhéu Bombom
O Ilhéu Bombom pertence ao país-arquipélago de São Tomé e Príncipe no Golfo da Guiné. O ilhéu não é habitado. A ilha conta com alguns resorts para turistas de São Tomé e Príncipe. Desde 2012 integra a Reserva da Biosfera da Ilha do Príncipe.